# Municipio de Fairview (condado de Labette)
El municipio de Fairview (en inglés: Fairview Township) es un municipio ubicado en el condado de Labette en el estado estadounidense de Kansas. En el año 2010 tenía una población de 237 habitantes y una densidad poblacional de 2,52 personas por km².

## Geografía
El municipio de Fairview se encuentra ubicado en las coordenadas 37°9′37″N 95°13′21″O / 37.16028, -95.22250. Según la Oficina del Censo de los Estados Unidos, el municipio tiene una superficie total de 93.91 km², de la cual 93,22 km² corresponden a tierra firme y (0,73 %) 0,69 km² es agua.

## Demografía
Según el censo de 2010, había 237 personas residiendo en el municipio de Fairview. La densidad de población era de 2,52 hab./km². De los 237 habitantes, el municipio de Fairview estaba compuesto por el 91,98 % blancos, el 0,84 % eran amerindios, el 0,42 % eran de otras razas y el 6,75 % eran de una mezcla de razas. Del total de la población el 2,11 % eran hispanos o latinos de cualquier raza.